# Sermyla morta
Sermyla morta là một loài bướm đêm thuộc phân họ Arctiinae, họ Erebidae.